# María Elvira Piwonka
María Elvira Piwonka Moreno (Santiago, 1913 - 2006) fue una escritora y poeta chilena. Es incluida junto a Homero Arce, Stella Corvalán y Mila Oyarzún, entre otros, en un grupo de escritores cercanos a la Generación del 38, mientras que aparece junto a María Monvel, Chela Reyes, Sylvia Moore, Gladys Thein, Mila Oyarzún e Irma Astorga dentro de la denominada «nueva poesía» chilena de fines de la década de 1950.
Uno de sus primeros trabajos literarios publicados fue el poemario Íntima a través de la editorial Tegualda (1946), mientras que en 1949 recibió el Premio Municipal de Poesía de Santiago por su segunda publicación: Llamarlo amor.
En 1985 el poema "La pequeña súplica" del libro Intima, musicalizado por el cantautor Norman Ilic, ganó el primer premio en programa estelar "Esquinazo" de Canal 13 de TV en un concurso denominado "musicalización de poemas".

## Obras
- Íntima (Santiago, Tegualda, 1946).
- Llamarlo amor (Santiago, 1949).
- Lazo de arena (Santiago, Grupo Fuego, 1957).
- Selected poems traducido por Clark Mills (Nueva York, Osmar, 1967).

Aparición en antologías
- Guía de la poesía erótica en Chile.